# Asso di cuori (film 1926)
Asso di cuori (The Ace of Cads), anche conosciuto col titolo Fante di cuori, è un film muto del 1926 diretto da Luther Reed e interpretato da Adolphe Menjou e da Alice Joyce. Prodotto dalla Famous Players-Lasky Corporation, il film venne distribuito dalla Paramount Pictures e uscì nelle sale l'11 ottobre 1926.
La sceneggiatura si basa sull'omonimo racconto di Michael Arlen pubblicato nel giugno 1924 su Everybody's Magazine.

## Trama
Due uomini amano la stessa donna, ma uno dei due, Basil de Gramercy riesce a sbarazzarsi del rivale con un trucco, mettendolo in una situazione insostenibile. Organizza una festa per scapoli e gli getta tra le braccia una ragazza, facendolo sorprendere da Eleanour, la fidanzata. La quale rompe subito con lui. Per reazione, Maturin si ubriaca venendo coinvolto in una rissa: il colonnello de Gramercy, padre di Basil e suo comandante, lo butta fuori dal reggimento. Iniziano i vagabondaggi di Maturin, estromesso dalla buona società londinese. Passano gli anni: Maturin viaggia a lungo nel continente prima del ritorno in patria. Di nuovo a casa, conosce Joan. La ragazza è la figlia di Basil e di Eleanour. Suo padre è ormai morto, ma il nonno, il vecchio de Gramercy, sempre duro e dispotico, è ancora vivo. Maturin vuole vendicarsi e decide di usare Joan per la sua vendetta, chiedendola in moglie. Ma, alla fine, tornerà sui suoi passi, convinto dalla sua antica fidanzata a dimenticare le offese e a perdonare.

## Produzione
La lavorazione del film, prodotto dalla Famous Players-Lasky Corporation, iniziò a metà luglio 1926.

## Distribuzione
Il copyright del film, richiesto dalla Famous Players-Lasky Corp., fu registrato il 15 ottobre 1926 con il numero LP24007. Benché in origine fosse stata prevista per il mese di novembre una prima a New York, il film venne invece presentato al Metropolitan Theatre di Los Angeles il 3 ottobre 1926.
Distribuito dalla Paramount Pictures, uscì nelle sale statunitensi l'11 ottobre 1926 e in quelle italiane l'anno successivo.
Non si conoscono copie ancora esistenti della pellicola che viene considerata presumibilmente perduta

### Date di uscita
- USA 11 ottobre 1926
- Portogallo 2 gennaio 1928
- Finlandia 13 gennaio 1928

Alias
- Afortunado en amores Spagna
- O Querido de Todas Portogallo